# Ryan Reynolds
Ryan Rodney Reynolds (Vancouver, 23 oktober 1976) is een Canadees acteur en eigenaar van de Welshe voetbalclub Wrexham AFC.

## Biografie
Reynolds werd geboren als jongste van de vier zoons van Jim Reynolds, die bij de Royal Canadian Mounted Police werkte, en de verkoopster Tammy Reynolds. In 1994 rondde hij zijn opleiding aan de Kitsilano Secondary School in Vancouver af. Daarna ging hij naar het Kwantlen College.
Reynolds werd als kind in Canada bekend toen hij in 1990 een rol kreeg in de televisieserie Fifteen. Voor zijn doorbraak had hij rollen in Sabrina the Teenage Witch (1996), Coming Soon (1999) en Dick (1999). In de jaren negentig deed hij vooral televisiewerk.
Reynolds' doorbraak kwam in 1998, toen hij een hoofdrol speelde in de komische serie Two guys, one girl and a pizza place. In 2002 was hij naast Jerry O'Connell en Alyssa Milano te zien in Buying the Cow. Hij speelde serieuze rollen in onder meer de horrorfilm The Amityville Horror (2005) en de actiefilm Smokin' Aces (2007).
In 2016 kreeg Reynolds een ster op de Hollywood Walk of Fame.
In 2021 kocht Reynolds samen met collega-acteur Rob McElhenney voor twee miljoen pond de Welshe voetbalploeg Wrexham AFC, dat speelt in de Engelse derde klasse en bekend staat als de op twee na oudste voetbalclub ter wereld.

## Privéleven
Reynolds had twee jaar een relatie met zangeres Alanis Morissette, die hij had leren kennen in 2002 op het verjaardagsfeest van Drew Barrymore, maar trouwde in 2008 met actrice Scarlett Johansson. Het huwelijk zou tot 2011 duren. Reynolds trouwde vervolgens een jaar later met actrice Blake Lively. Zij kregen drie dochters in 2014, 2016, 2019 en een zoon in 2023.

## Filmografie
Deze lijst is incompleet.
- Biblioteca Nacional de España: XX1513447
- Bibliothèque nationale de France: cb146413537 (data)
- Gemeinsame Normdatei: 1019052848
- International Standard Name Identifier: 0000 0001 1023 6314
- Library of Congress Control Number: nr97000188
- Nationale Bibliotheek van Letland: 000340946
- MusicBrainz: 9a5aff89-d0a0-41da-9a83-7dce387d7092
- Nationale Bibliotheek van Tsjechië: xx0149609
- Nationale Bibliotheek van Israël: 987007328362905171
- Nederlandse Thesaurus van Auteursnamen: 288879457
- Système universitaire de documentation: 15147320X
- Virtual International Authority File: 31899435
- WorldCat: E39PBJpVbMBqxgX7qgXcTQY773